# Grindavíkurvegur
Der Grindavíkurvegur  ist eine Hauptstraße im Südwesten von Island.
Sie zweigt kreuzungsfrei nach Süden von der viel befahrenen Reykjanesbraut  ab und verläuft weiter in südliche Richtung durch karge Lavafelder.
Die Nebenstraße Bláalónsvegur  zweigt nach Westen ab. Sie führt zur Blauen Lagune und weiter nach Grindavík.
Bei dem 227 m hohen Berg Þorbjörn betreibt die die isländische Straßenverwaltung Webcams zur Beobachtung des Straßenzustands.
Im Ort zweigt der Suðurstrandarvegur  nach Osten ab.
Am Hafen von Grindavík, mit seinen 3669 Einwohnern, endet der Grindavíkurvegur, der auf ganzer Länge asphaltiert ist.
Durch die Erdbeben im Herbst 2023 entstand ein Riss in der Straße, die dann am 10. November auf ganzer Länge gesperrt wurde.
Am 8. Februar 2024 wurde die Straße im Bereich der Kreuzung mit dem Bláalónsvegur  nach einem Vulkanausbruch von Lava überflossen und damit dort zerstört.
Seit dem 22. Februar kann man die Straße auf einem neuen Verlauf wieder zur Blauen Lagune befahren.
Der Verlauf liegt östlich und überquert die neue Lava und den Schutzwall.
Die neue Trasse des Bláalónsvegurs liegt jetzt innerhalb des Schutzwalls.